# Sanatorium Waldsieversdorf
Das Sanatorium Waldsieversdorf ist ein denkmalgeschütztes Gebäude in Waldsieversdorf, einer Gemeinde im Landkreis Märkisch-Oderland in Brandenburg. Ab 1906 als Sanatorium errichtet beherbergte es später u. a. eine Parteischule.

## Geschichte
Das Bauwerk im Stil des Neoklassizismus ist Teil einer Gesamtanlage, die aus einem Hauptgebäude, Seitenflügel, einem Nebengebäude, einem Pförtnerhaus, einem Garagenkomplex sowie einem vier Hektar großen Park besteht. Die Hauptzufahrt befindet sich in der Kindermannstraße. Die Anlage entstand in den Jahren 1906 bis 1908 im Zuge der Entwicklung der Gemeinde, die sein Gründer, Ferdinand Kindermann, im Detail genau geplant hatte. In den ersten Plänen erscheint das Sanatorium unter der Bezeichnung Haus in der Sonne, was auf eine exponierte Hanglange inmitten der Villenkolonie zurückzuführen ist. Das Ensemble war ein Geschenk für Kindermanns Tochter Margarete. Sie hatte 1899 einen Arzt aus Waldsieversdorf, Otto Friedrich, geheiratet und leitete fortan das Haus. Zu ihren Gästen zählen beispielsweise Julius Carl Raschdorff, Hans Fallada und Karl Liebknecht. Der Kurbetrieb wurde Ende der 1930er Jahre eingestellt und das Gebäude gelangte in den Besitz des Preußischen Staates.
In der Zeit des Nationalsozialismus diente das Sanatorium ab 1938 als Reichsführerinnenschule dem weiblichen Arbeitsdienst. In den letzten Monaten des Zweiten Weltkrieges diente es als Lazarett. Soldaten, die bei den Kämpfen an der Oder ab Januar 1945 verwundet werden, kamen zur Genesung nach Waldsieversdorf. Nach der Übernahme des Ortes durch die Rote Armee diente es fortan deren Soldaten als Krankenhaus.
In den Jahren 1949 bis 1952 erfuhr das Gebäude eine unterschiedliche Nutzung, beispielsweise als Ferienzentrum für Berliner Kinder. Bei Umbauten in den Jahren 1951 und 1952 wurden unter anderem die Loggien vermauert. Das Bauwerk wurde ab dem Frühjahr 1953 von der NDPD genutzt, die darin ihre Internatsschule Hochschule für Nationale Politik einrichtete. Sie bestand bis zur Wende. Anschließend stand das Gebäude einige Jahre leer.
Im Dezember 1998 ersteigerte der Berliner Unternehmen Heinz Müller die 48.500 m² große Immobilie für 660.000 DM in einer Auktion der Treuhandanstalt. Müller habe Pläne dort ein Hotel mit Restaurantbetrieb unter dem Namen Parkresidenz Waldsieversdorf und Wohnungen im ehemaligen Badehaus einzurichten. Im Jahr 2015 wurde berichtet, dass die Sanierungsarbeiten ruhen, was Müller maßgeblich darauf zurückführe, dass das Gebäude im Zuge der Novellierung des Denkmalschutzgesetzes im Jahre 2004 auf die Denkmalschutzliste gesetzt worden sei und es in der Folge zu Unstimmigkeiten zwischen Denkmalschutz und Brandschutz gekommen sei.

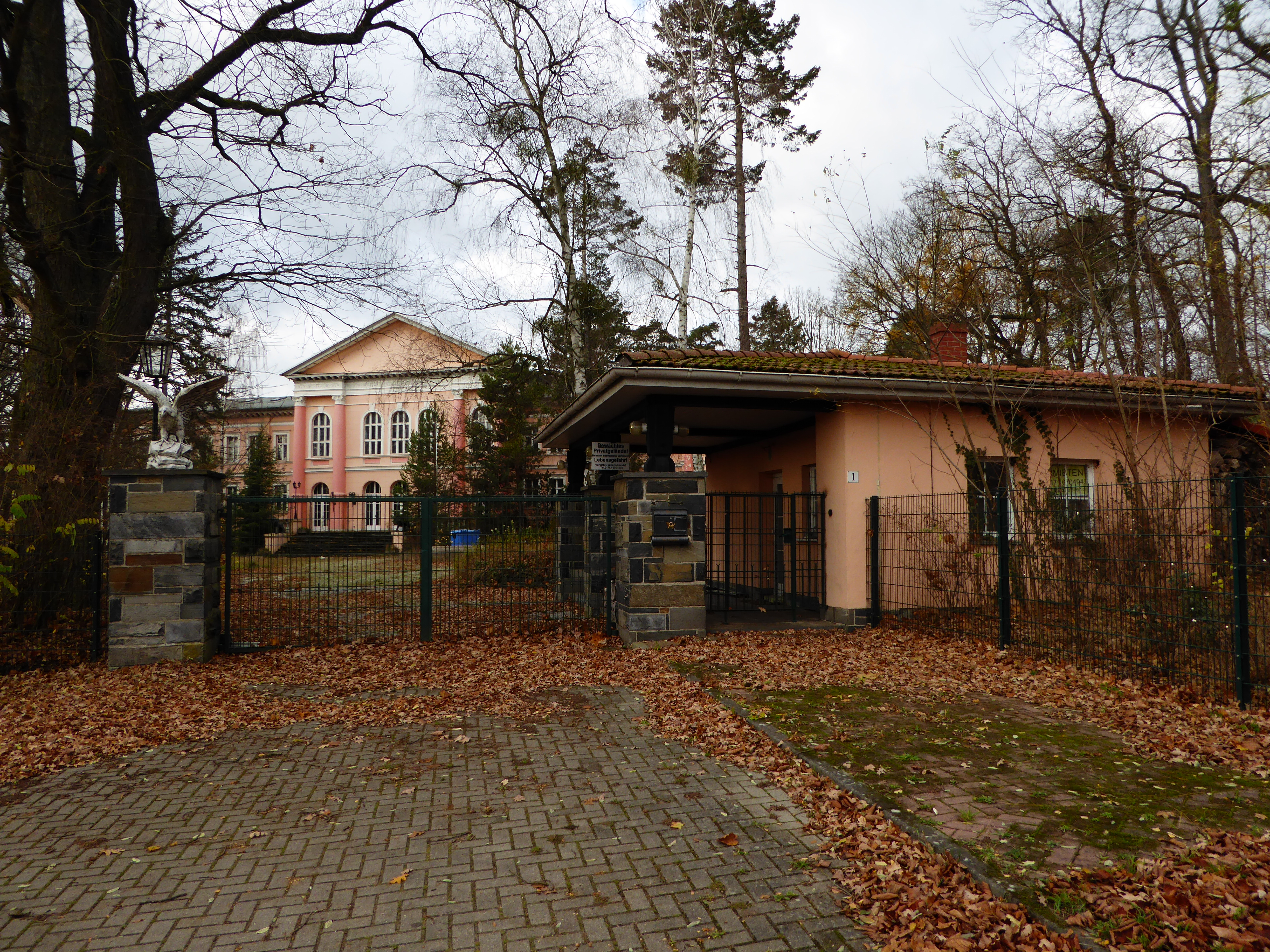
Hauptzufahrt mit Pförtnerhaus
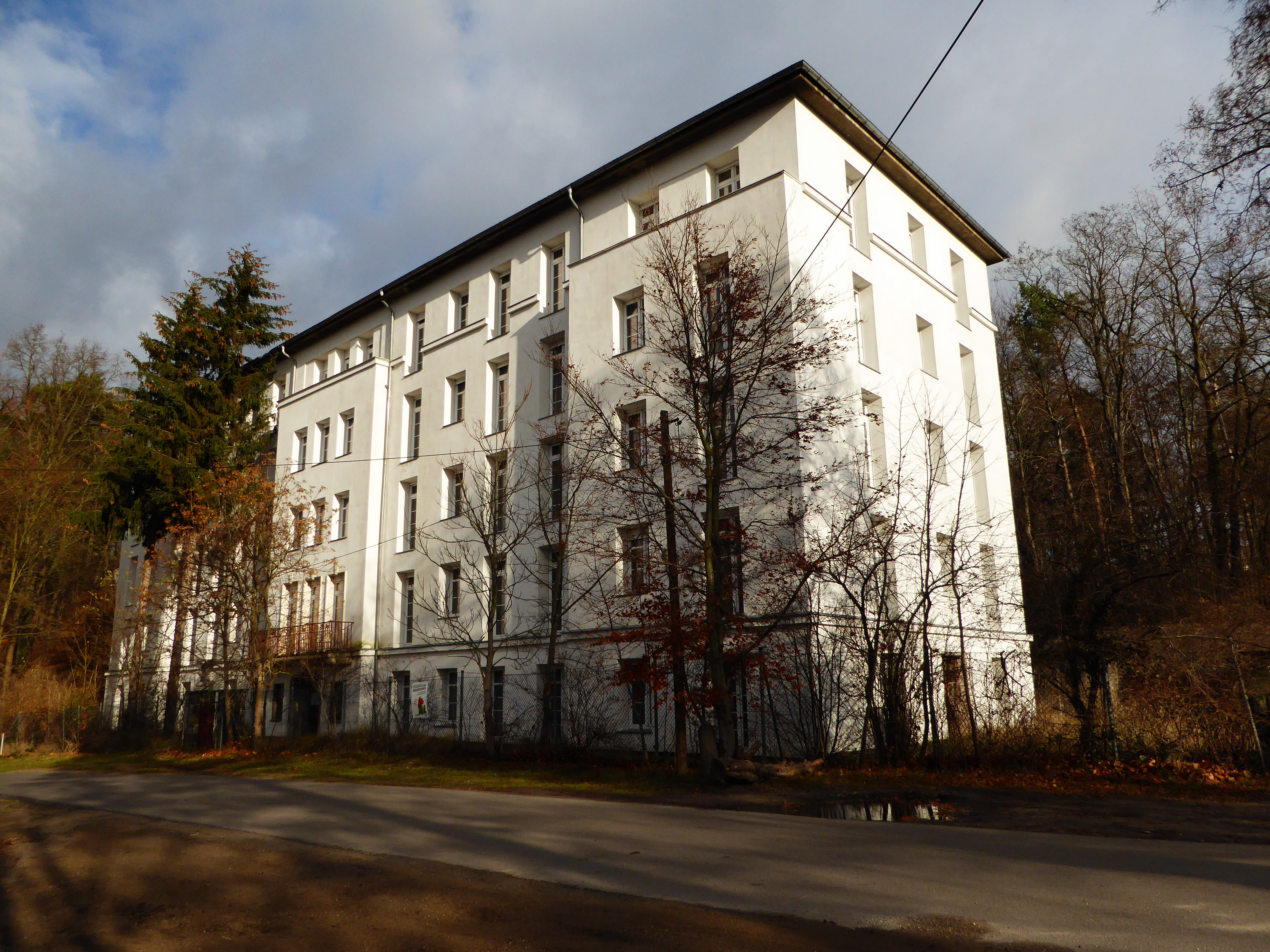
Bettenhaus
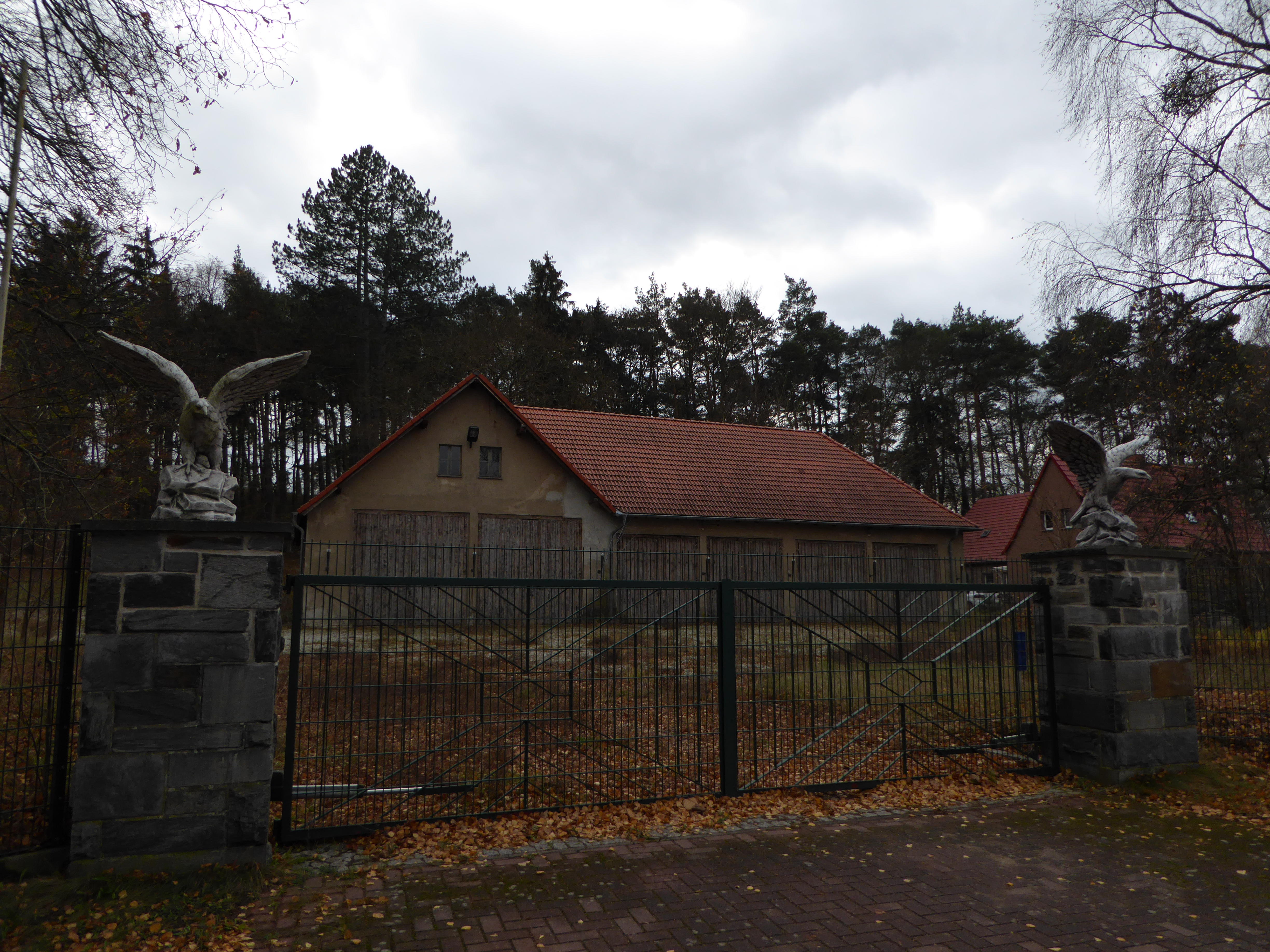
Garagenanlage
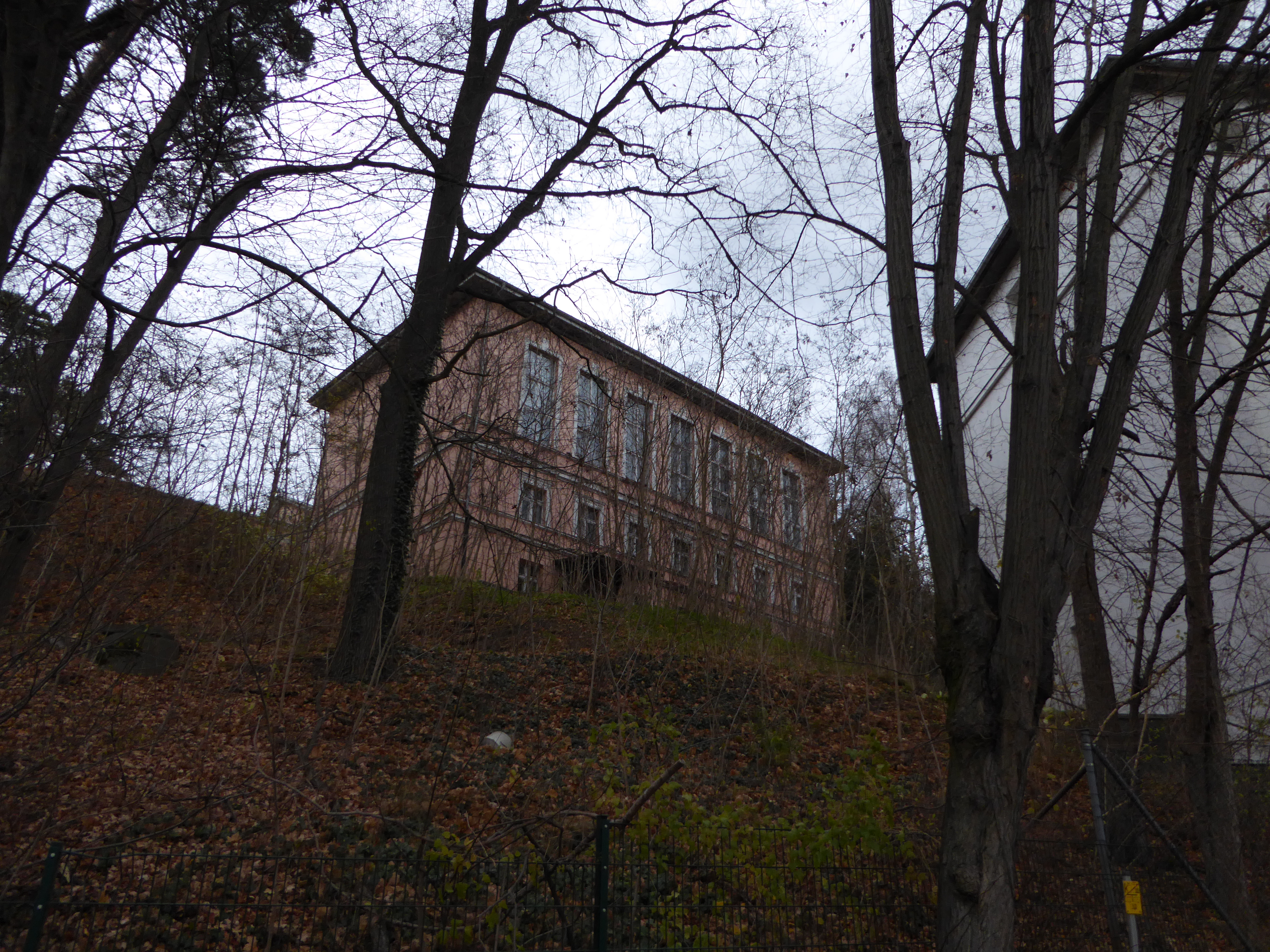
Liegehalle
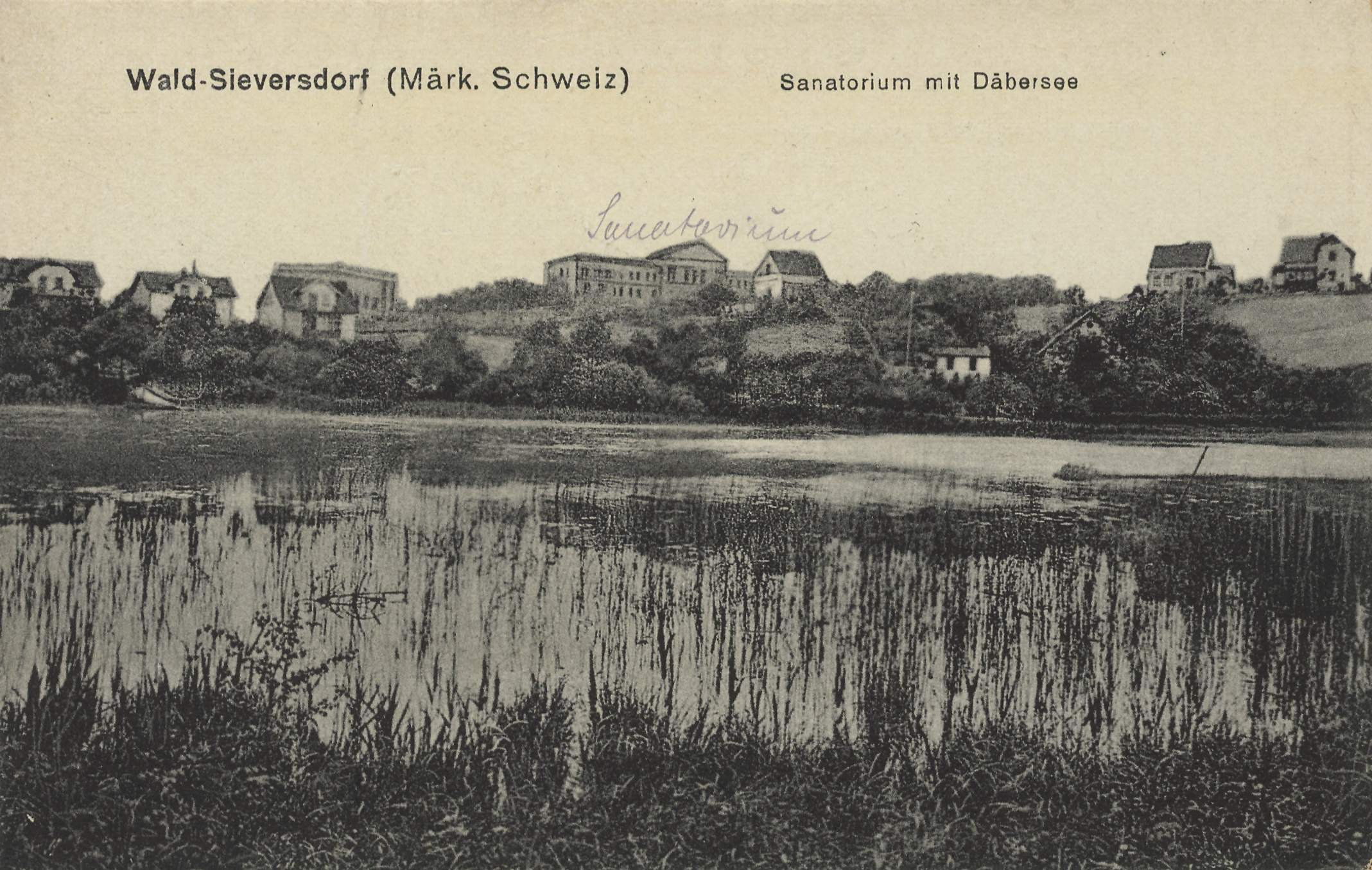
Ansichtskarte „Sanatorium mit Däbersee“